# 오토모역
오토모역(일본어: 小友駅)은 일본 이와테현 리쿠젠타카타시에 위치한 동일본 여객철도 오후나토 선의 철도역이다. 상대식 승강장 2면 2선의 구조를 갖춘 지상역이었으나, 2011년 동일본 대지진 피해로 인해 BRT 대체로 운행되고 있다. 2020년 4월 1일, 게센누마 역 - 사카리 역 간의 철도 사업 폐지로 인해 철도역으로는 폐역 처리가 되었다.

## 타는 곳
| 1 | ■ 오후나토 선 | 상행 | 게센누마 · 이치노세키 방면 |
| 2 | ■ 오후나토 선 | 상행 | 사카리 방면                |

## 이용 현황
| 승차 인원 추이 | 승차 인원 추이 |
| 연도           | 1일 평균       |
| -------------- | -------------- |
| 2000           | 237            |
| 2001           | 214            |
| 2002           | 176            |
| 2003           | 143            |
| 2004           | 123            |
| 2005           | 137            |
| 2006           | 127            |
| 2007           | 131            |
| 2008           | 106            |
| 2009           | 110            |
| 2010           | 102            |
| 2011           |                |
| 2013           | 38             |
| 2014           | 45             |
| 2015           | 53             |

## 역 주변
- 리쿠젠오토모 우체국

## 인접 역
| 동일본 여객철도 오후나토 선 | 동일본 여객철도 오후나토 선 | 동일본 여객철도 오후나토 선  |
| --------------------------- | --------------------------- | ---------------------------- |
| 와키노사와 이치노세키 방면  | ■ 본선 철도 운용시          | 호소우라 사카리 방면         |
| 와키노사와 이치노세키 방면  | ■ BRT 구간 (사카리 방면)    | 고이시카이간구치 사카리 방면 |